# Sonny Curtis
Sonny Curtis est un chanteur, guitariste et compositeur américain de rock 'n' roll et de musique country (né le 9 mai 1937 à Meadow, Texas).
Il fut d'abord guitariste de Buddy Holly pour qui il composa le morceau Rock around with Olie Vee. Il devint membre des Crickets après la mort de Buddy Holly.
Il est également l'auteur de :
- Someday pour Webb Pierce,
- Walk Right Back pour les Everly Brothers,
- I Love You More Than I Can Say pour Bobby Vee,
- I Fought the Law pour les Crickets,  repris par Bobby Fuller, Question Mark and the Mysterians et plus tard par The Clash, les Stray Cats et les Dead Kennedys.

## Discographie
- 1968   First of Sonny Curtis   (Viva)
- 1969   The Sonny Curtis Style   (Elektra)
- 1980   Love Is All Around   (Elektra)
- 1981   Rollin   (Elektra)
- 1987   Spectrum   (Nightlite)